# Astrid Varnay
Astrid Varnay (née le 25 avril 1918 à Stockholm - décédée le 4 septembre 2006 à Munich) est une soprano suédoise naturalisée américaine, née d'un père ténor et d'une mère soprano colorature, tous les deux hongrois. Elle est connue essentiellement pour son interprétation d'héroïnes wagnériennes.

## Biographie
Alors qu'elle n'a que deux ans, sa famille part s'installer aux États-Unis. Elle étudie d'abord auprès de sa mère, puis avec Herman Weigert, qu'elle épousera plus tard. Ses débuts au Metropolitan Opera de New York sont exceptionnels, puisque le 6 décembre 1941 (veille de l'attaque de Pearl Harbor) elle remplace à la dernière minute Lotte Lehmann dans le rôle de Sieglinde dans La Walkyrie de Richard Wagner. Le 12 décembre, elle récidive et remplace au pied levé Helen Traubel dans le rôle de Brünnhilde dans Siegfried. Le succès est immédiat. En 1948, elle débute à Covent Garden et en 1951 à Florence dans Lady Macbeth. Installée en Allemagne, elle devient un pilier du « Nouveau Bayreuth » de Wieland Wagner dès 1951, en interprétant tous les grands rôles wagnériens de soprano (Isolde, Brünnhilde) ou mezzo (Ortrud, Kundry). En 1944, elle se marie avec Hermann Weigert, répétiteur de l'orchestre philharmonique de Berlin. Sa carrière dure jusqu'en 1995; depuis 1972, elle chantait dans le registre de mezzo-soprano. Astrid Varnay vivait à Munich et enseignait à Düsseldorf.

## Sa voix
Astrid Varnay était dotée d'une voix aussi exceptionnellement puissante et endurante que sa compatriote et exacte contemporaine Birgit Nilsson, et les deux femmes se croisèrent souvent, notamment à Bayreuth, où l'une et l'autre furent des Brünnhilde inoubliables. Elles apparurent notamment sur scène de façon conjointe en 1957, dans la Walkyrie dirigé par Hans Knappertsbusch, Varnay interprétant Brünnhilde et Nilsson Sieglinde.  Au jeu de la comparaison directe (par exemple dans le rôle d'Elektra, dont son interprétation à Salzbourg en 1964 avec Herbert von Karajan reste mémorable), la voix d'Astrid Varnay semble plus chaleureuse, plus lumineuse, moins lisse peut-être que celle de sa rivale et néanmoins amie, plus expressive, quoique moins parfaite au niveau de la diction et de l'articulation. Mais son succès tenait surtout à son engagement dramatique. Ainsi sa très vaste discographie, composée essentiellement d'enregistrements publics, ne rend que partiellement l'impact qu'elle pouvait avoir sur scène. En plus de ses innombrables live de Bayreuth, un des trésors de sa discographie est sa Brünnhilde dans un incendiaire Crépuscule des dieux au Teatro Colón de Buenos Aires en 1947 (sous la direction de Erich Kleiber), récemment retrouvé dans les archives. Néanmoins son timbre s'usa prématurément, car elle avait commencé, très jeune, dans des rôles extrêmement éprouvants.

## Discographie sélective
- Richard Wagner, Le Vaisseau fantôme, 1955 -  Senta.
- Richard Wagner, L'Anneau du Nibelung, 1953, 1955, 1957 et 1958 - Brünnhilde.
- Richard Wagner, Lohengrin, 1953, 1954, 1958, 1962 - Ortrud.
- Richard Strauss, Elektra, 1964 - Elektra.